# 성직자

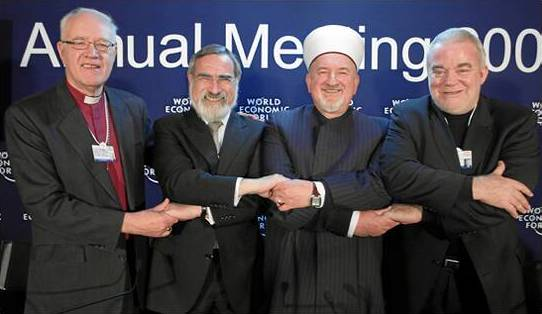
여러 성직자들의 모습

성직자(聖職者)는 예배를 집전하는 직업이다.

## 고대 종교
고대종교의 성직자들은 원시공산제에서 벗어나 생산수단의 정도에 의한 계급사회가 형성(마르크스의 역사발전론)되면서부터 시작되었다. 이러한 역사발전에 따라, 정치와 함께 사회를 통제할 수 있는 사상체계인 종교가 만들어졌다. 그리고 종교의 전례(Liturgy)에 따라 예배를 신에게 바치는 사제(제사장), 종교의 교의곧 경전, 신의 말씀을 전하는 예언자(預言者)가 등장하였다. 한국 원시종교역사에서도 샤머니즘성격의 종교와 여성 샤먼(무당)이 등장했는데, 샤먼은 앞날을 내다보는 역할, 제사를 주관하는 역할 그리고 병을 고치는 역할을 하였다. 하지만 사회가 남성중심으로 발전하면서 제사를 주관하는 역할은 없어지게 되었다.

## 유대교의 성직자
출애굽사건으로 이집트를 탈출한 이스라엘 백성들의 지도자 모세는 야훼 하나님의 지시로 제사 즉, 하나님에 대한 예배와 사제에 대해서 가르쳤다. 이때 모세의 형인 아론이 사제로 봉사했다. 하지만 모세의 가르침은 독창적인 가르침이라기보다는 40년동안 미디안 종교의 사제인 이드로와 같이 살면서 받은 영향으로 보는 시각도 존재한다. 고대 유대교에서 사제는 번제(燔祭)를 통해 하나님께 제사를 드리는 역할을 하였으며 예수가 살던 시대에도 사제나 대사제들이 존재하였다.

## 기독교의 성직자
기독교의 성직자는 기독교가 2세기 직제와 교의를 갖춘 보편적 교회로 바뀌면서 고유의 직제를 갖게 되었다. 교회에서는 Diakonos, Presbytrous, Episcopus를 번역한 집사, 장로, 감독 또는 부제, 사제, 주교로 칭했으며, 기독교가 사도들의 예수 운동에서 속사도들에 의해 직제와 교의를 갖춘 제도적 종교인 보편교회를 형성한  속사도시대에 등장한 서신들인 디모데전서, 디모데후서, 디도서에도 이들을 서품할 때 보아야 할 자격사항에 대해서 언급하고 있다. 서구 기독교에서는 성직자에 대한 경칭으로 "Rev."를 이름앞에 붙이는데, 각 기독교 교파들의 성격에 따라 '~ 신부'나 '~ 목사'로 번역할 수 있다.

## 같이 보기
- 신부
- 주교
- 부제
- 목사
- 승려
- 이맘